# Langweer
Langweer (en frison : Langwar) est un village de la commune néerlandaise de De Fryske Marren, situé dans la province de Frise.

## Géographie
Le village est situé à 8 km au sud-est de Sneek et à 5 km l'ouest de Joure, au bord du lac Langweerderwielen (en frison : Langwarder Wielen).

## Histoire
Langweer est un village de la commune de Skarsterlân avant le 1er janvier 2014, date à laquelle celle-ci fusionne avec Gaasterlân-Sleat et Lemsterland pour former la nouvelle commune de De Friese Meren, devenue De Fryske Marren en 2015.

## Démographie
Le 1er janvier 2018, le village comptait 1 110 habitants.

## Galerie

Put van Nederhorst Langweerderwielen (Langwarder Wielen)
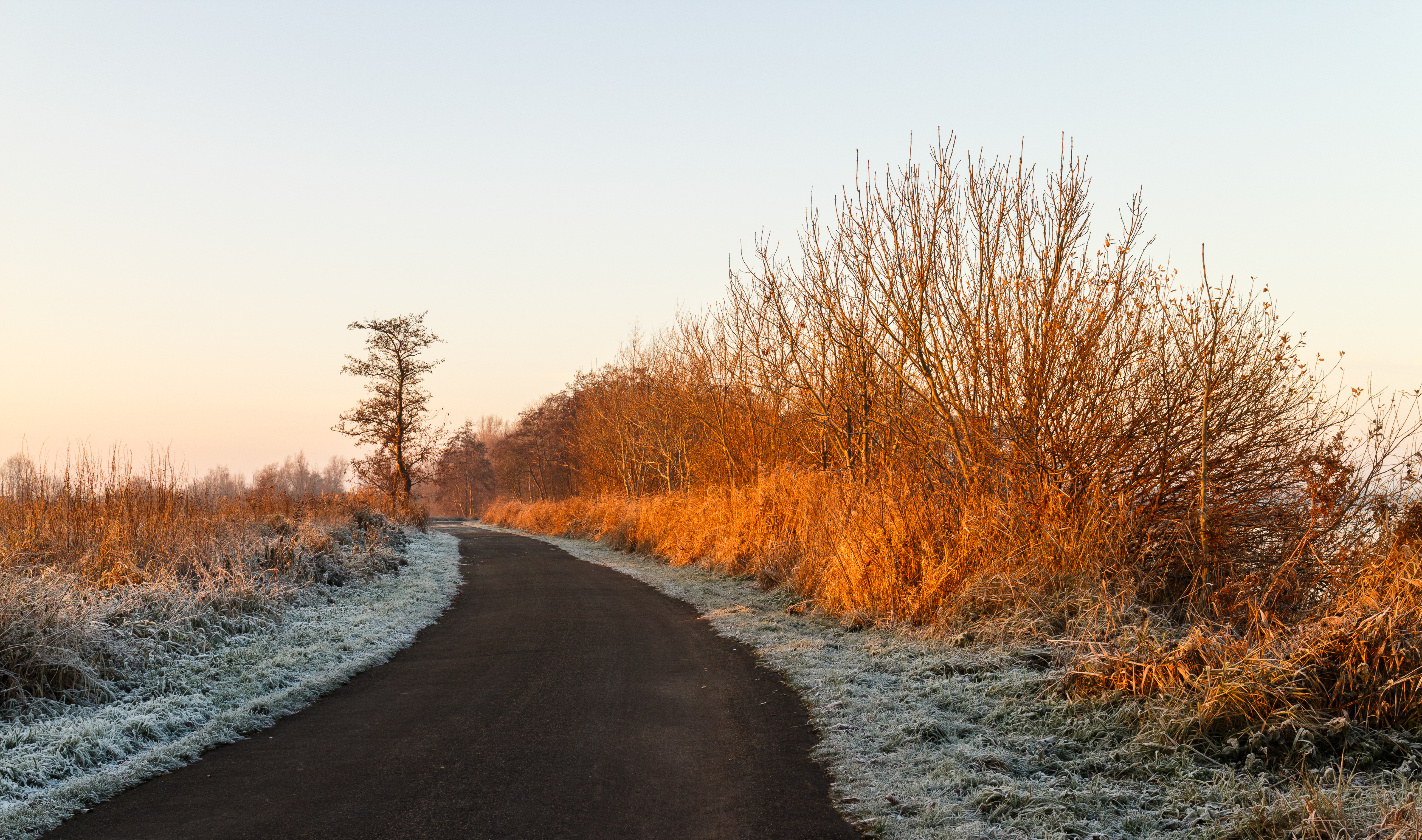
Route en hiver près du village, vers Langweerderwielen (Langwarder Wielen). Décembre 2016.
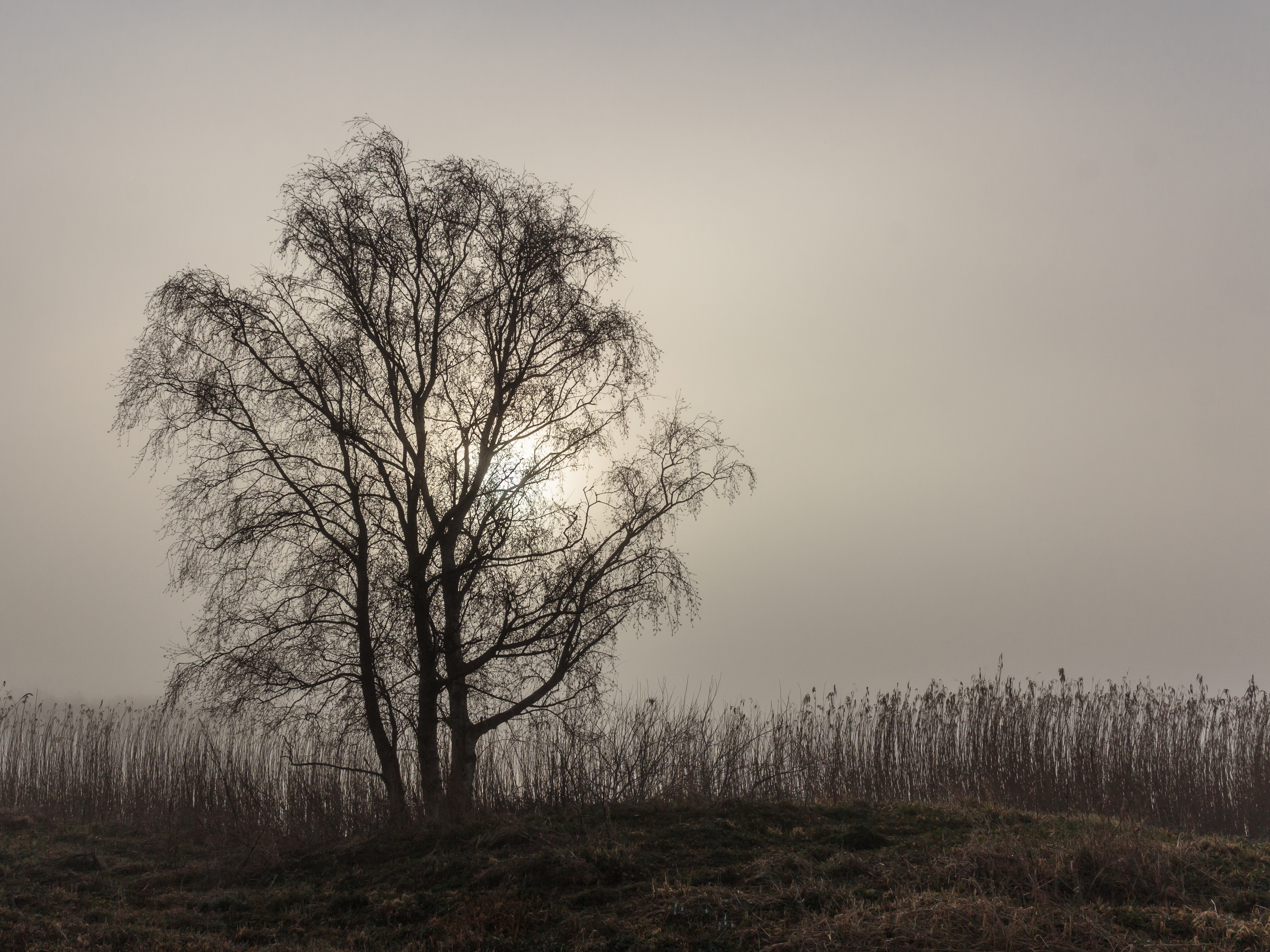
Brouillard à Put van Nederhorst, Langweerderwielen, Langweer. Février 2021
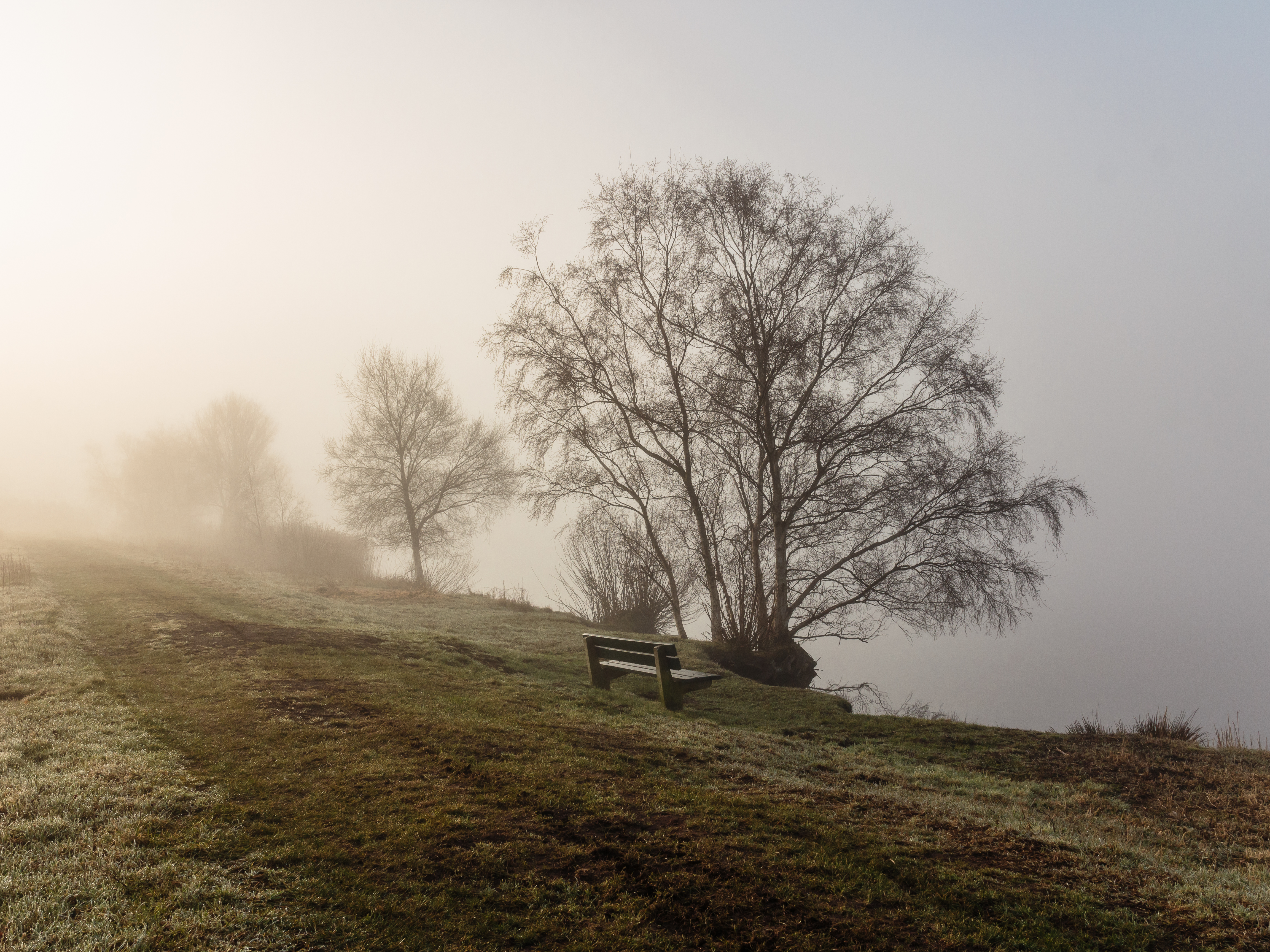
Un banc de bois près de l'étang à Put van Nederhorst. Février 2021

Langweerderwielen (Langwarder Wielen)
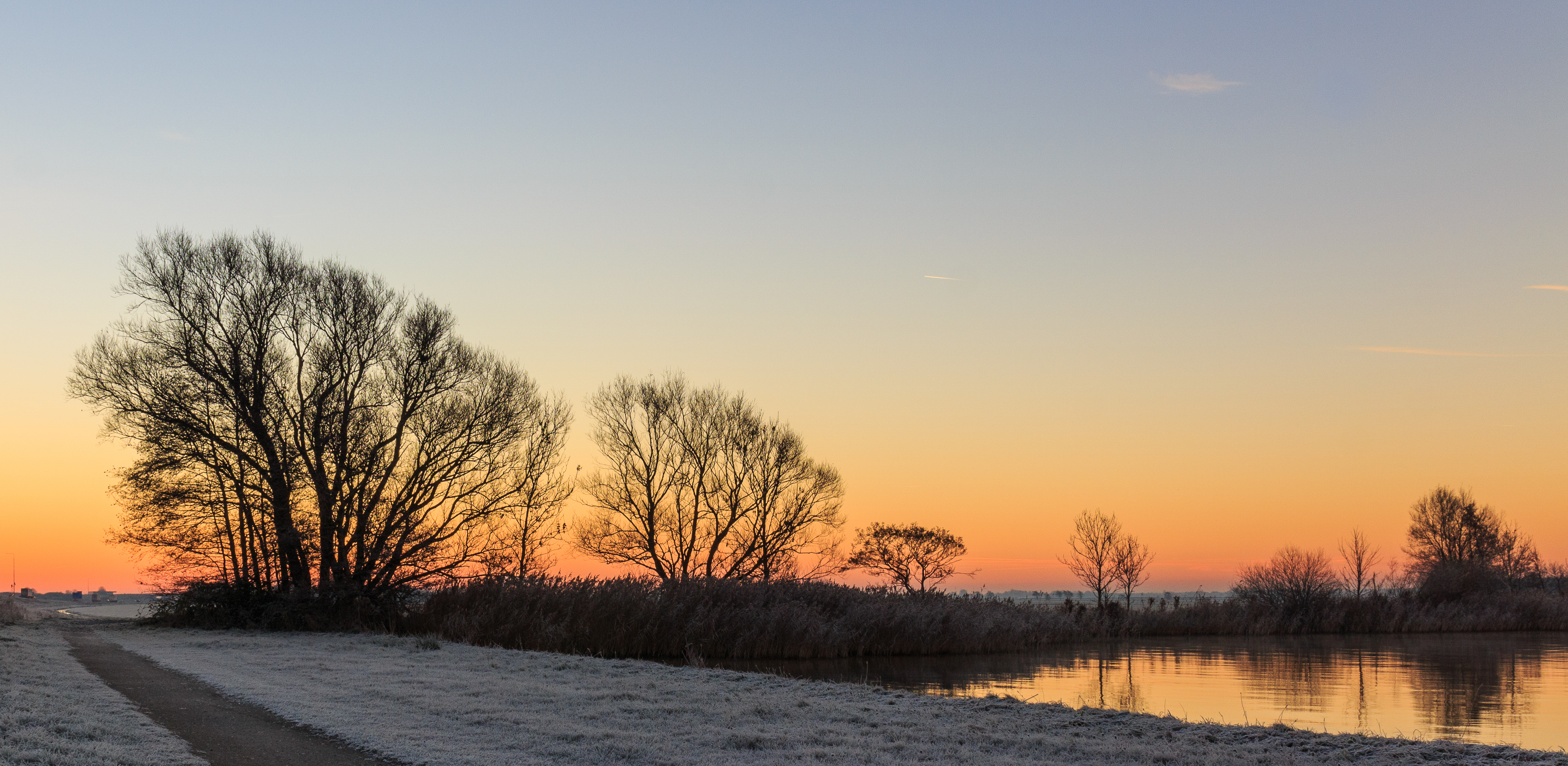
Aurore à Langweerderwielen (Langwarder Wielen). Décembre 2016.
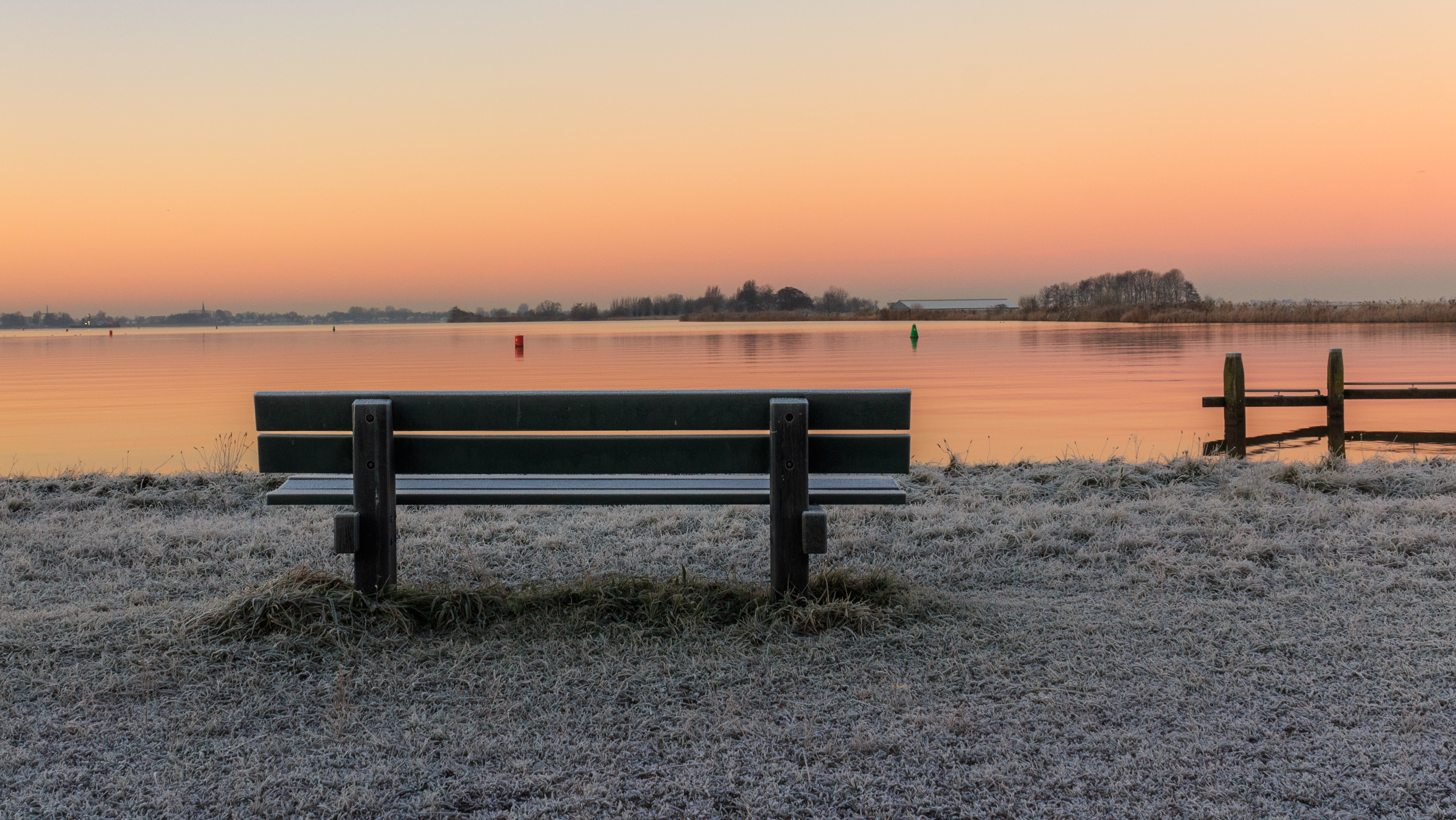
Lever de soleil sur Langweerderwielen. Décembre 2016.
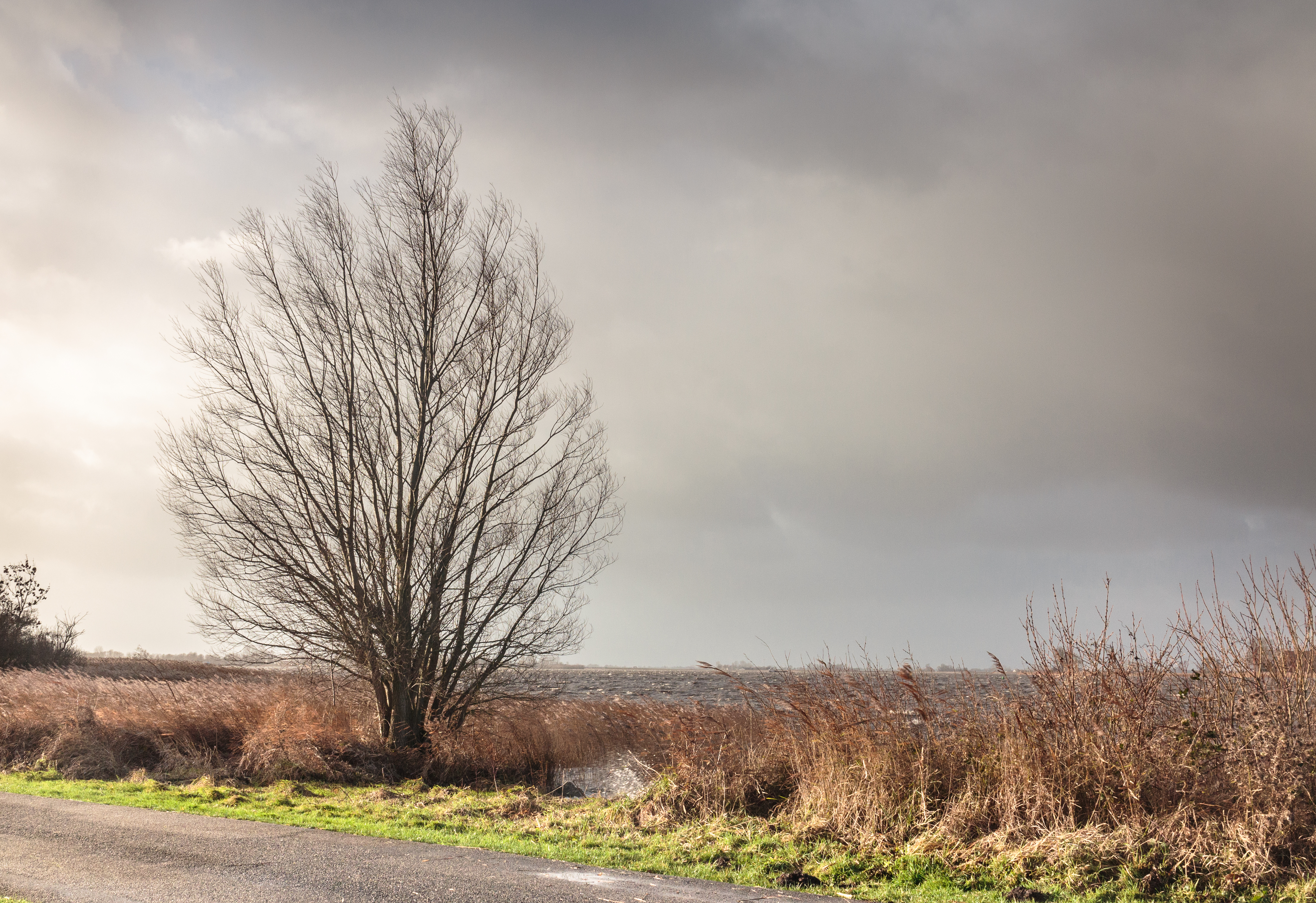
Temps agité sur la campagne du Langwarder Wielen. Janvier 2019.
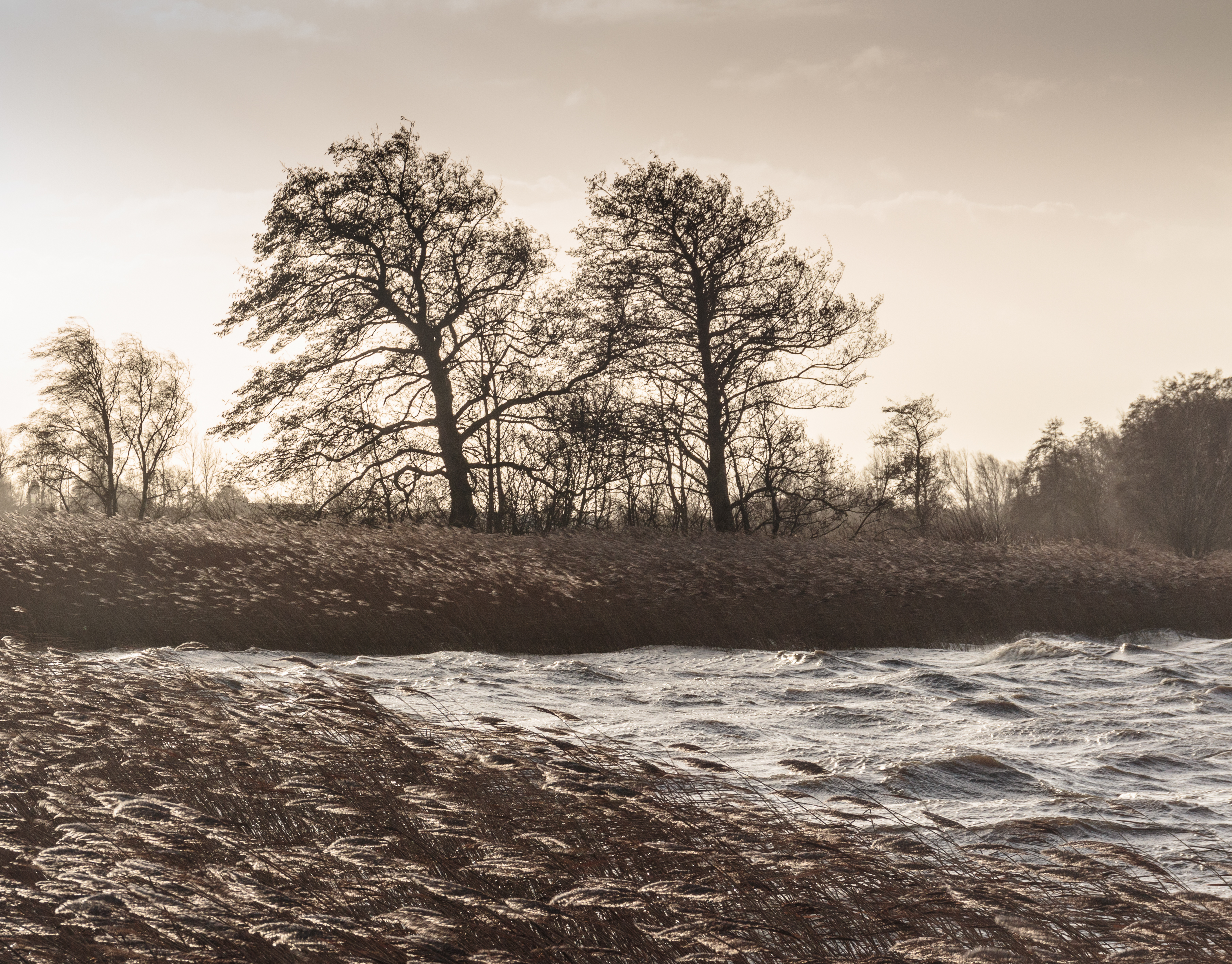
Ambiance tempétueuse dans le Langweerderwielen sur la commune de De Fryske Marren près du lac de Sneek. Janvier 2019.
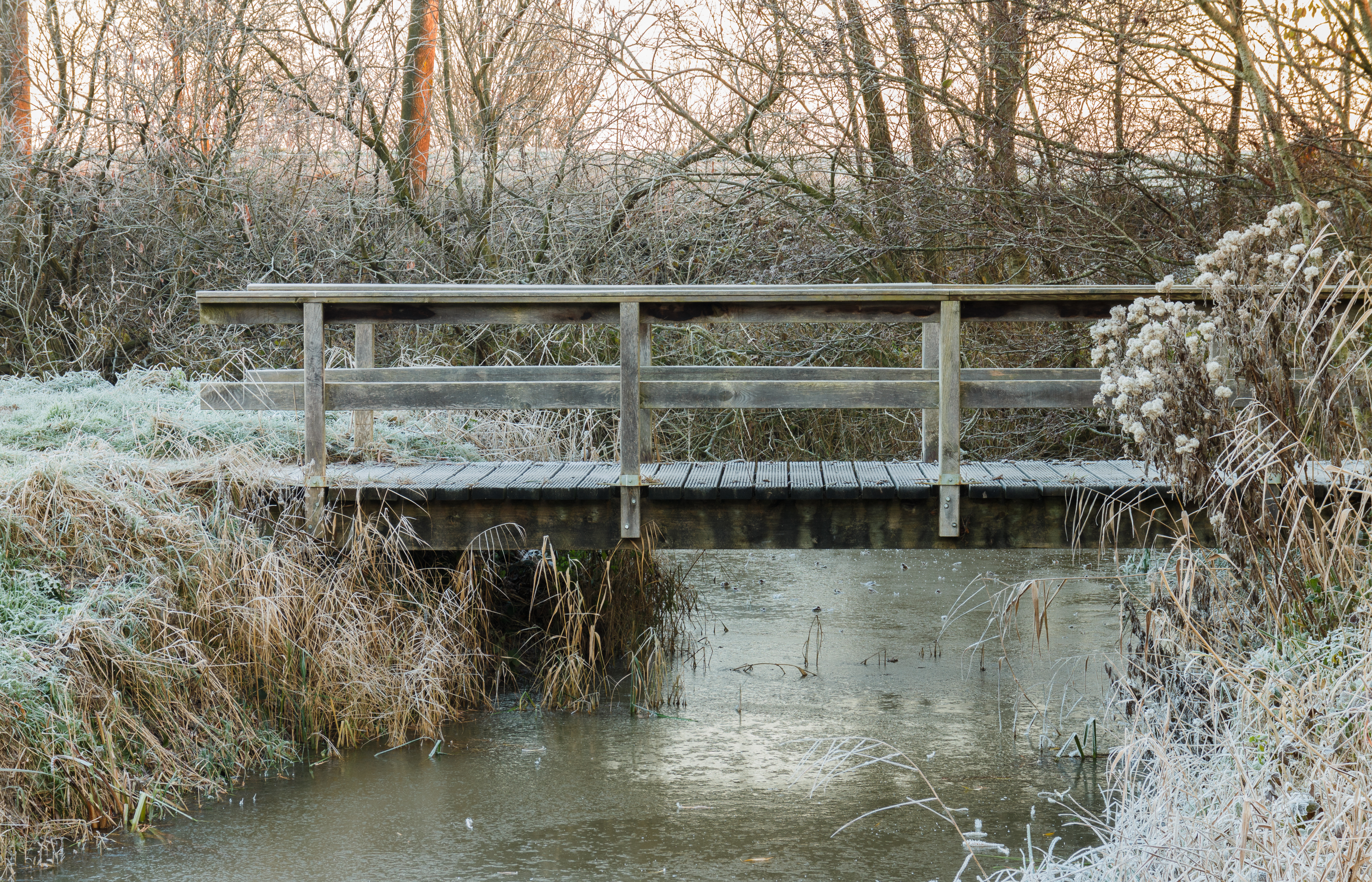
Un pont d'une piste cyclable dans le Langweerderwielen. Décembre 2016.

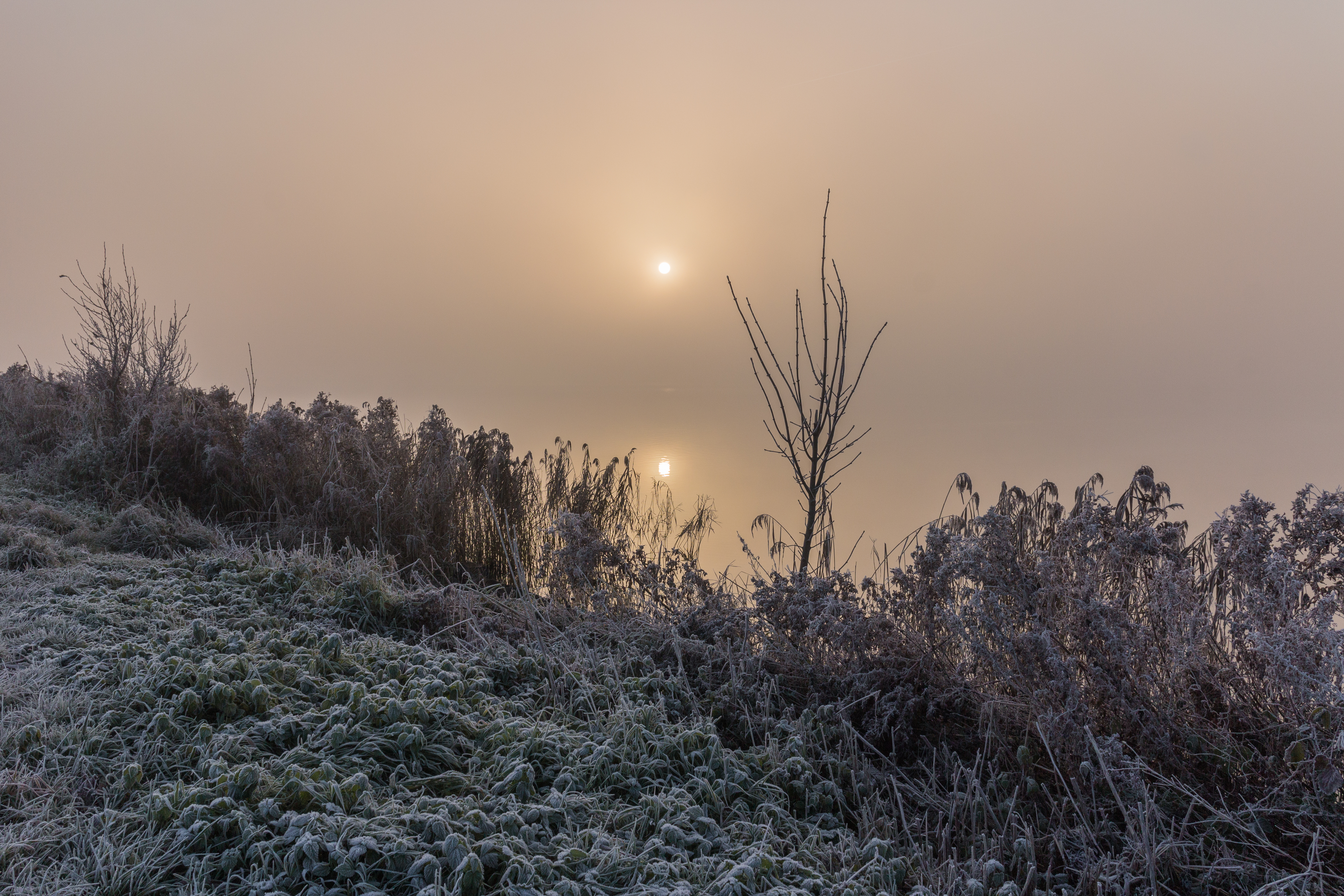
Soleil essayant de monter au-dessus du brouillard à Langweerderwielen. Décembre 2016.
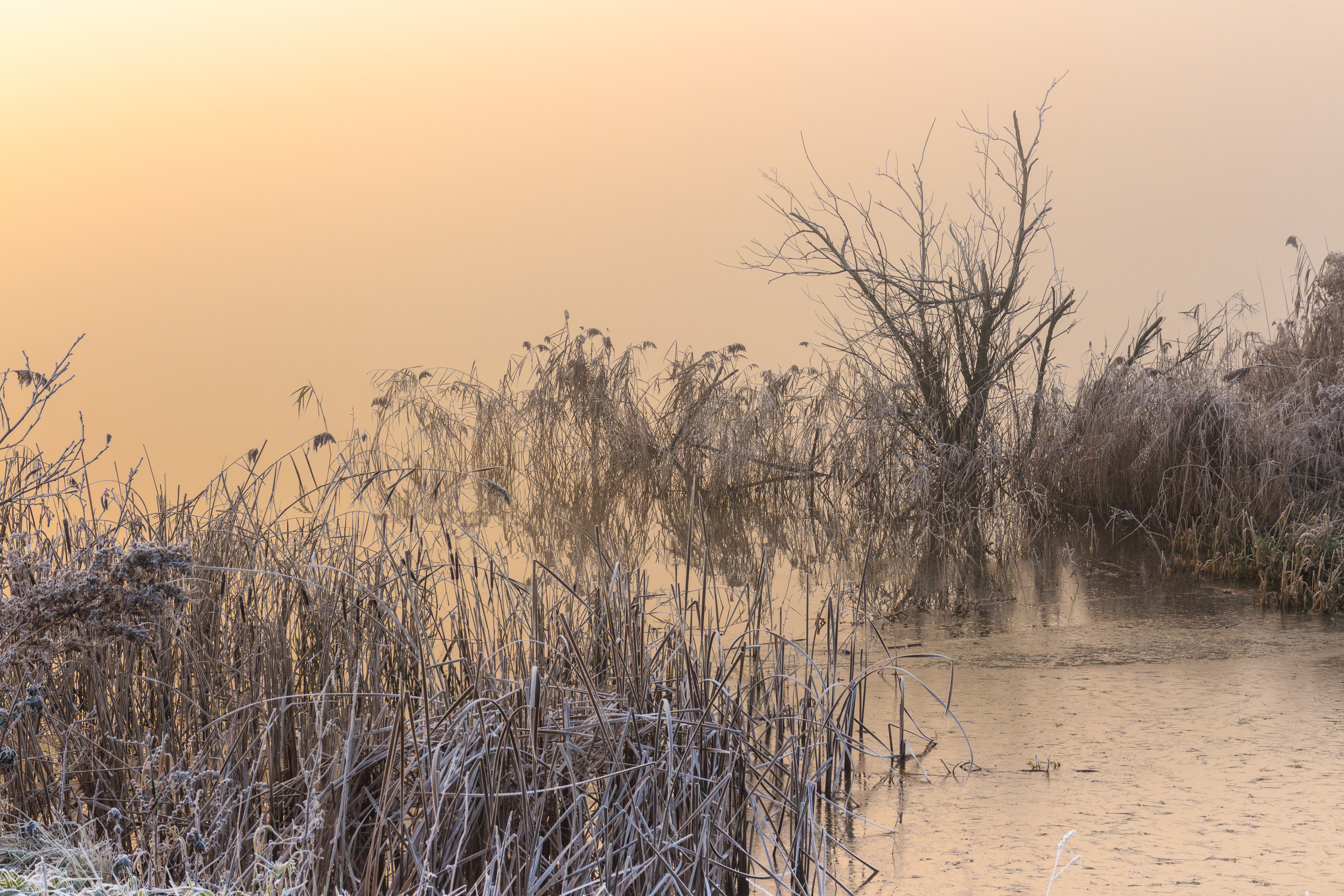
Rivage du lac dans le brouillard à Langweerderwielen. Décembre 2016.
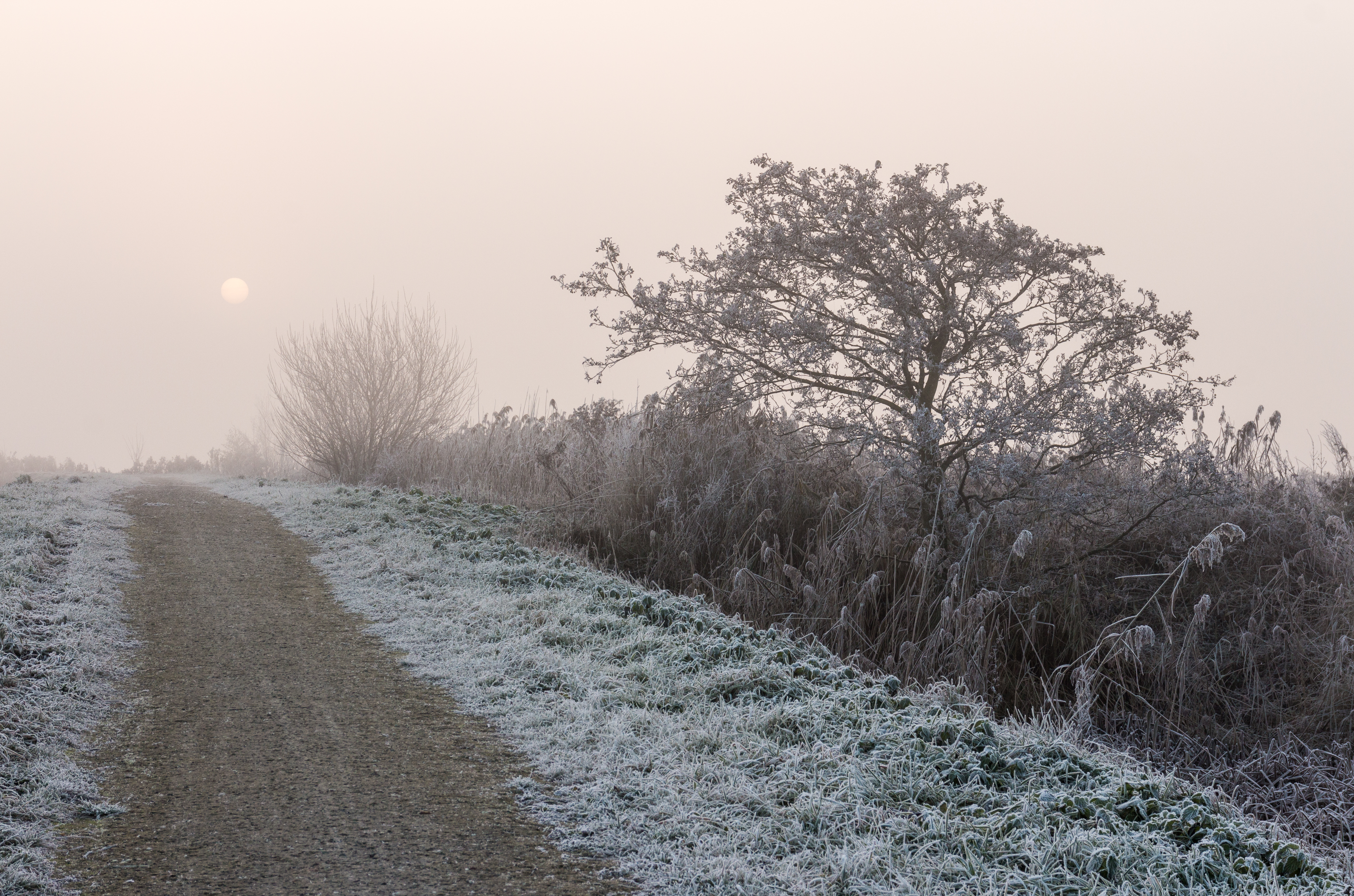
Le soleil essayant de se lever à Langweerderwielen, cette fois-ci au-dessus d'un chemin. Décembre 2016.
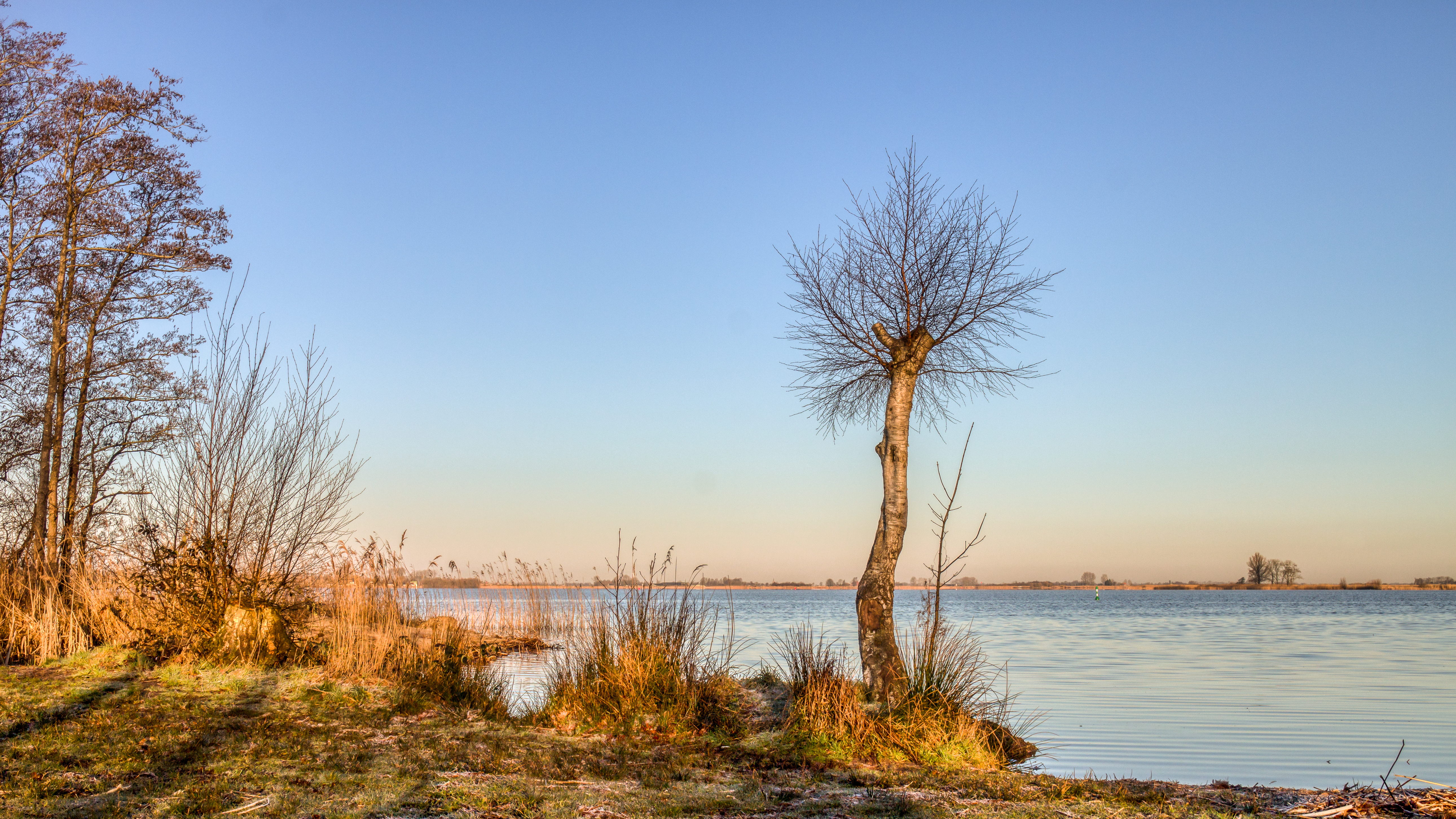
Langweerderwielen tôt le matin.  Mars 2021.